# Nijolė Sabaitė
Nijolė Sabaitė (Cyrillisch: Ниёле Анрановна Сабайте-Разене) (Raseiniai, 12 augustus 1950) is een atleet uit Litouwen.
Op de Olympische Zomerspelen van München in 1972 liep Sabaitė voor Rusland de 800 meter, waar ze een zilveren medaille bij behaalde.
Ze was geselecteerd voor het Russische 400 meter estafette-team, maar liep uiteindelijk niet mee.
In 1973 behaalde ze een zilveren medaille op de World University Games.
- World Athletics: 14349563